# Cologne 99ers
Maillots
Le RheinEnergie Cologne, est un club allemand de basket-ball issu de la ville de Cologne. Le club évolue pour la saison 2018-2019 en Pro B (troisième  niveau du championnat allemand).

## Noms successifs

- 1999-2001 : Köln 99ers
- 2001-2007 : RheinEnergie Köln
- Depuis 2007 : Köln 99ers

## Bilan sportif

### Palmarès
| Compétitions nationales | Compétitions internationales |
| - Championnat d'Allemagne : - Vainqueur (1) : 2006. - Coupe d'Allemagne : - Vainqueur (3) : 2004, 2005, 2007. - Finaliste (1) : 2003. - Supercoupe d'Allemagne : - Vainqueur (1) : 2006. |                              |

### Bilan saison par saison
| Saison             | Championnat national | Championnat national | Championnat national | Championnat national | Championnat national | Championnat national | Championnat national | Championnat national | Championnat national | Coupe d'Allemagne | Supercoupe d'Allemagne | Compétitions européennes | Compétitions européennes | Compétitions européennes |
| Saison             | Niveau               | Division             | Classement           | Pts                  | MJ                   | V                    | D                    | %V                   | Playoffs             | Coupe d'Allemagne | Supercoupe d'Allemagne | Niveau                   | Compétition              | Résultat                 |
| ------------------ | -------------------- | -------------------- | -------------------- | -------------------- | -------------------- | -------------------- | -------------------- | -------------------- | -------------------- | ----------------- | ---------------------- | ------------------------ | ------------------------ | ------------------------ |
| Cologne 99ers      |                      |                      |                      |                      |                      |                      |                      |                      |                      |                   |                        |                          |                          |                          |
| 2000-2001          |                      | Regionalliga         | 1er (gr. Ouest)      |                      |                      |                      |                      |                      | Vainqueur            |                   | -                      | -                        | -                        | -                        |
| RheinStars Cologne |                      |                      |                      |                      |                      |                      |                      |                      |                      |                   |                        |                          |                          |                          |
| 2001-2002          | 1                    | BBL                  | 3e/14                | 40                   | 26                   | 20                   | 6                    | .769                 | Finaliste            |                   | -                      | -                        | -                        | -                        |
| 2002-2003          | 1                    | BBL                  | 4e/14                | 34                   | 26                   | 17                   | 9                    | .654                 | 1/4 de finale        | Finaliste         | -                      | 2                        | Coupe ULEB               | 1/8e de finale           |
| 2003-2004          | 1                    | BBL                  | 6e/16                | 30                   | 28                   | 15                   | 13                   | .536                 | 1/4 de finale        | Vainqueur         | -                      | 2                        | Coupe ULEB               | 1/8e de finale           |
| 2004-2005          | 1                    | BBL                  | 3e/16                | 40                   | 30                   | 20                   | 10                   | .333                 | 1/4 de finale        | Vainqueur         | -                      | 2                        | Coupe ULEB               | 1/8e de finale           |
| 2005-2006          | 1                    | BBL                  | 3e/16                | 42                   | 30                   | 21                   | 9                    | .700                 | Vainqueur            | 1/8e de finale    | -                      | 3                        | EuroCup                  | 1/4 de finale            |
| 2006-2007          | 1                    | BBL                  | 5e/18                | 44                   | 34                   | 22                   | 12                   | .647                 | 1/2 finales          | Vainqueur         | -                      | 1                        | EuroLigue                | Saison régulière         |
| Cologne 99ers      |                      |                      |                      |                      |                      |                      |                      |                      |                      |                   |                        |                          |                          |                          |
| 2007-2008          | 1                    | BBL                  | 10e/18               | 32                   | 34                   | 16                   | 18                   | .471                 | -                    | 1/8e de finale    | Finaliste              | 2                        | Coupe ULEB               | 1/16e de finale          |
| 2008-2009          | 1                    | BBL                  | 15e/18               | 22                   | 34                   | 11                   | 23                   | .324                 | -                    |                   | -                      | -                        | -                        | -                        |
| 2009-2010          |                      |                      |                      |                      |                      |                      |                      |                      |                      |                   | -                      | -                        | -                        | -                        |
| 2010-2011          |                      |                      |                      |                      |                      |                      |                      |                      |                      |                   | -                      | -                        | -                        | -                        |
| 2011-2012          |                      |                      |                      |                      |                      |                      |                      |                      |                      |                   | -                      | -                        | -                        | -                        |
| 2012-2013          |                      |                      |                      |                      |                      |                      |                      |                      |                      |                   | -                      | -                        | -                        | -                        |
| RheinStars Cologne |                      |                      |                      |                      |                      |                      |                      |                      |                      |                   |                        |                          |                          |                          |
| 2013-2014          | 5                    | 2.Regionliga         | 1er                  |                      |                      |                      |                      |                      |                      | -                 | -                      | -                        | -                        | -                        |
| 2014-2015          | 4                    | 1.Regionliga         | 1er                  |                      |                      |                      |                      |                      |                      | -                 | -                      | -                        | -                        | -                        |
| 2015-2016          | 2                    | ProA                 | 12e/16               | 26                   | 30                   | 13                   | 17                   | .433                 | -                    | -                 | -                      | -                        | -                        | -                        |
| 2016-2017          | 2                    | ProA                 | 8e/16                | 30                   | 30                   | 15                   | 15                   | .500                 | 1/4 de finale        | -                 | -                      | -                        | -                        | -                        |
| 2017-2018          | 2                    | ProA                 | 4e/16                | 38                   | 30                   | 19                   | 11                   | .633                 | 1/4 de finale        | -                 | -                      | -                        | -                        | -                        |
| 2018-2019          | 3                    | ProB                 | 12e/12               | 10                   | 22                   | 5                    | 17                   | .227                 | -                    | -                 | -                      | -                        | -                        | -                        |
| 2019-2020          |                      |                      |                      |                      |                      |                      |                      |                      |                      | -                 | -                      | -                        | -                        | -                        |
| 2020-2021          |                      |                      |                      |                      |                      |                      |                      |                      |                      | -                 | -                      | -                        | -                        | -                        |

## Joueurs et personnalités du club

### Entraîneurs
- 2001-2002 :  Svetislav Pešić
- 2002 :  Stephan Baeck
- 2003-nov. 2003 :  Stephan Baeck
- 2005-2008 :  / Saša Obradović
- 2013-déc. 2014 :  Mario Kyriasoglou
- Déc. 2014-2015 :  Johannes Strasser
- 2015-mars 2017 :  Arne Woltmann
- Mars 2017-2017 :  Matt Dodson
- 2017-2018 :  Denis Wucherer
- 2018- :  Matt Dodson

### Joueurs emblématiques
- Nedžad Sinanović
- Mario Kasun
- Marcin Gortat
- Edin Bavčić
- Derek Raivio
- Ademola Okulaja
- Jamon Gordon

## Section handibasket
Palmarès international
- Coupe André Vergauwen, puis Euroligue 1 depuis 2018 (EuroCup 2) :
  - 1980 :  3e place
  - 2011 :  Vice-champion d'Europe[3]
  - 2019 : 7e place[4]
  - 2024 : 7e place
  - 2025 : 8e place
- Coupe Willi Brinkmann, puis Euroligue 2 (EuroCup 3) :
  - 2014 : 5e place[5]
  - 2015 :  3e place[6]
  - 2023 : 5e place
- Challenge Cup, puis Euroligue 3 (EuroCup 4) :
  - 2016 : 6e place[7]